# مونتلپارو
مونتلپارو (به ایتالیایی: Montelparo) یک کومونه در ایتالیا است که در استان فرمو واقع شده‌است. مونتلپارو ۲۱٫۶ کیلومتر مربع مساحت و ۹۲۹ نفر جمعیت دارد.